# Казале ди Сопра (Ређо Емилија)
Казале ди Сопра је насеље у Италији у округу Ређо Емилија, региону Емилија-Ромања.
Према процени из 2011. у насељу је живело 88 становника. Насеље се налази на надморској висини од 128 м.